# Mitra (2021)
Mitra ist ein Filmdrama von Kaweh Modiri, das auf seinem gleichnamigen Roman basiert. Der Film kam am 5. August 2021 in die niederländischen Kinos und startete am 18. November 2021 in den deutschen Kinos.

## Handlung
Die 70-jährige Haleh lebt nach ihrer Flucht und der Hinrichtung ihrer Tochter im Iran nunmehr seit 37 Jahren in den Niederlanden. Sie hat erfahren, dass Leyla, die Frau, die mutmaßlich für die Hinrichtung ihrer Tochter im Iran verantwortlich war, ebenfalls seit kurzem hier lebt und hat sie aufgespürt. Die Verräterin ist jetzt selbst eine liebevolle Mutter. Haleh bittet ihren Bruder Mohsen um Hilfe, um die Wahrheit ans Licht zu bringen.

## Produktion
Regie führte Kaweh Modiri. Der Film basiert auf seinem gleichnamigen Roman, den er 2020 veröffentlichte. Der 1982 geborene, niederländischer Filmemacher und Autor mit iranischen Wurzeln absolvierte 2010 das Image & Language Department der Gerrit Rietveld Academy. Sein Abschlussfilm My Burglar and I aus dem Jahr 2011 beruht auf der wahren Begebenheit. Als Schriftsteller debütierte Modiri 2012 mit Mr. Sadek and Others. Er hat zudem mehrere Kurzgeschichten und Theaterstücke geschrieben.
In Mitra erzählt Modiri von Haleh, die 1981 nach der Hinrichtung ihrer Tochter Mitra in die Niederlande floh. Als sie viele Jahre später erfährt, dass die Frau, die sie für den Tod ihrer Tochter verantwortlich macht, ebenfalls in den Niederlanden lebt, will Haleh die Wahrheit wissen und beschließt, sie zu kontaktieren.
Jasmin Tabatabai spielt in der Hauptrolle Haleh, sowohl als alte als auch als junge Frau. Die Musikerin und Schauspielerin wurde in Teheran geboren und verließ im Zuge der Islamischen Revolution das Land. In Vorbereitung auf den Film hatte sie sich von ihrer ältesten Schwester in Persisch coachen lassen, die am längsten im Iran lebte. In weiteren Rollen sind Mohsen Namjoo als Halehs Bruder Mohsen, Avin Manshadi als Nilu und Aram Ghasemy in der Rolle von Parisa zu sehen. Shabnam Tolouei spielt Leyla, die mutmaßliche Verräterin.
Modiri erhielt für seinen Film eine Nachwuchsförderung von der Mitteldeutschen Medienförderung in Höhe von 210.000 Euro, Produktionsförderungen vom Deutschen Filmförderfonds in Höhe von rund 150.000 Euro und vom Medienboard Berlin-Brandenburg in Höhe von 80.000 Euro und von der Medien- und Filmgesellschaft Baden-Württemberg eine Verleihförderung von 25.000 Euro. Gedreht wurde in den Niederlanden, hier in Bussum und Amsterdam, in Jordanien und in Deutschland.
Die Premiere erfolgte am 3. Februar 2021 beim International Film Festival Rotterdam. Der Kinostart in den Niederlanden erfolgte am 5. August 2021. Im September 2021 wurde Mitra im Rahmen der Filmkunstmesse Leipzig gezeigt. Anfang November 2021 wird Mitra beim Braunschweig International Film Festival gezeigt. Am 18. November 2021 kam der Film in die deutschen Kinos.

## Rezeption

### Kritiken
Michael Meyns, Filmkorrespondent der Gilde deutscher Filmkunsttheater schreibt, zwar sei Jasmin Tabatabai zu alt für die Szenen im Iran der frühen 1980er Jahre und zu jung, um in den Szenen in der Gegenwart überzeugend als über 70-Jährige durchzugehen, doch Kaweh Modiris stimmige Inszenierung lasse diese Irritation meist vergessen und mache Mitra zu einem stimmigen Melodram über Rachegelüste und Vergebung.

### Auszeichnungen
Braunschweig International Film Festival 2021
- Nominierung für den Publikumspreis[12]